# 존 낸스 가너
존 낸스 가너 4세(John Nance Garner IV, 1868년 11월 22일 ~ 1967년 11월 7일)은 "캑터스 잭"(Cactus Jack)이라는 별명으로 알려진 미국의 변호사, 정치인이며, 제32대 부통령 (1933년 ~ 1941년)을 지냈다. 그 직무로 올라가기 전에 가너는 1898년부터 1902년까지 텍사스주의 민주당 대표를 지냈다.
가너는 1903년부터 1933년까지 텍사스주의 연방 하원이었으며 1931년부터 제39대 미국 연방 하원의장을 겸하였다. 자신의 보수적 관념과 함께 그는 앉아 노동 조합의 파업에 반대하였고, 뉴딜의 적자 지출을 높이 반대하였다. 미국 대법원을 확대하는 결정에 자신이 반대하면서 프랭클린 D. 루스벨트 대통령과 그의 관계는 1937년 초순에 가장 좋지 않았다. 가너는 대통령의 권력에 그런 행위가 더 많은 힘을 가할 설득력이었으며 자신이 그것을 물리치는 도움을 주려고 하면서 결심을 유지하였다.

## 어린 시절
텍사스주 레드리버군에서 존 낸스 가너 3세와 세라 제인에게 태어났다. 가너는 테네시주 내슈빌에 있는 밴더빌트 대학교로부터 교육을 받았으나 자신의 첫 학기 후에 중퇴하였다. 거기에 있는 동안 그는 피 카파 알파 (Pi Kappa Alpha) 친목회의 회원이었다. 그러고나서 그는 법학을 전공하기로 결정하였고, 1890년 법정으로 수용되었다.

## 경력
가너는 텍사스주 유밸디에서 자신의 법률 실행을 시작하였다. 자신이 유밸디의 군 재판관을 위하여 경쟁하면서 1893년 정치에 뛰어들었다. 이 시기 동안 민주당원들은 텍사스주에서 강한 존재를 가졌고, 도시를 지배하였다. 가너는 후에 자신의 부인이 된 목장주의 딸 매리엇 라이너를 상대로 군 재판관의 중심점을 위한 민주당원의 예비 선거에서 경쟁하였다. 그는 결국적으로 중심점을 얻어 유밸디군의 재판관이 되어 1896년까지 지냈다.

## 텍사스주 정치
1898년 가너는 민주당원들의 공천 후보에 출마하는 텍사스주의 연방 하원이 되는 데 성공적으로 경쟁하였다. 그는 1900년에 재선되었다. 자신의 2개 기간 재직 동안 가너는 텍사스주를 위한 주화 (州花)를 골랐다. 그는 "캑터스 잭" (Cactus Jack)이란 별명을 얻은 가시 투성이의 선인장의 호의에 높이 있었다. 가너는 소수의 흑인과 가난한 백인 유권자들의 등록을 철회하는 목적에 유권자의 등록을 매우 어렵게 만드는 데 목표가 두어진 1901년 인두세의 호의에 투표하였다. 1960년대까지 이 법률은 많은 소수의 유권자들을 박탈하였고, 민주당원들을 위하여 텍사스주를 안전한 피난처로 만들었다.
가너는 1902년 새롭게 창조된 제15 선거구로부터 연방 하원으로 투표되었다. 그는 1933년까지 선거구를 대표하여 진행 중에 14개의 선거를 이겼다. 1929년 그는 하원 소수당 원내 대표를 지내는 데 민주당원들에 의하여 임명되었다. 하원에서 민주당원들이 다수가 된 후, 1931년 가너는 미국 연방 하원의장을 지냈다.

## 부통령
가너는 1932년 민주당 대통령 후보 지명을 위하여 자신이 경쟁하면서 자신의 정치 경력을 발전시키기를 원하였다. 의석을 위한 다른 경쟁자들은 뉴욕 주지사이자 강렬한 경쟁자 프랭클린 D. 루스벨트였다. 루스벨트는 필요한 투표를 얻는 데 실패하였고, 그러므로 가너를 자신의 부통령 후보로 만드는 데 그와 거래를 하였다. 그해 11월 8일 가너는 제32대 부통령으로 선출되었고, 같은날 연방 하원으로 재선되었다. 이 일은 하원 의장과 상원 의장이 되는 데 스카일러 콜팩스에 이어 그를 두번째로 만들었다.
1936년 가너는 부통령으로서 루스벨트와 함께 재선되었다. 그는 1941년 1월 20일에 끝난 기간까지 지냈다. 미국의 부통령직은 더 많은 의석 위치의 기간 동안이었고, 결정과 정책들에 적은 영향력을 가졌다. 가너는 부통령직을 "가치가 없는 따뜻한 오줌 한통"으로 묘사하였다.

## 개인 생활
가너는 텍사스주 새비널에서 1875년 11월 25일 매리엇 라이너에게 결혼되었다. 부부는 외동 아들 털리 찰스 가너를 두었다. 1967년 11월 7일 그는 유밸디에서 자신의 99세 생일 보름 전에 사망하였다. 가너는 96세에 사망한 리바이 P. 모턴의 뒤에 현재 가장 장수한 미국의 부통령이다. 그는 유배딜 묘지에 안장되었다.

## 역대 선거 결과
| 선거명      | 직책명                       | 대수 | 정당   | 득표율  | 득표수 (선거인단)    | 결과 | 당락                   |
| ----------- | ---------------------------- | ---- | ------ | ------- | -------------------- | ---- | ---------------------- |
| 1902년 선거 | 하원의원 (텍사스 제15선거구) | 58대 | 민주당 | 60.59%  | 16,542표             | 1위  | 텍사스주 하원의원 당선 |
| 1904년 선거 | 하원의원 (텍사스 제15선거구) | 59대 | 민주당 | 64.87%  | 10,647표             | 1위  | 텍사스주 하원의원 당선 |
| 1906년 선거 | 하원의원 (텍사스 제15선거구) | 60대 | 민주당 | 63.74%  | 9,284표              | 1위  | 텍사스주 하원의원 당선 |
| 1908년 선거 | 하원의원 (텍사스 제15선거구) | 61대 | 민주당 | 61.72%  | 11,682표             | 1위  | 텍사스주 하원의원 당선 |
| 1910년 선거 | 하원의원 (텍사스 제15선거구) | 62대 | 민주당 | 71.71%  | 14,300표             | 1위  | 텍사스주 하원의원 당선 |
| 1912년 선거 | 하원의원 (텍사스 제15선거구) | 63대 | 민주당 | 100.00% | 17,231표             | 1위  | 텍사스주 하원의원 당선 |
| 1914년 선거 | 하원의원 (텍사스 제15선거구) | 64대 | 민주당 | 100.00% | 15,678표             | 1위  | 텍사스주 하원의원 당선 |
| 1916년 선거 | 하원의원 (텍사스 제15선거구) | 65대 | 민주당 | 73.38%  | 16,906표             | 1위  | 텍사스주 하원의원 당선 |
| 1918년 선거 | 하원의원 (텍사스 제15선거구) | 66대 | 민주당 | 100.00% | 6,814표              | 1위  | 텍사스주 하원의원 당선 |
| 1920년 선거 | 하원의원 (텍사스 제15선거구) | 67대 | 민주당 | 100.00% | 10,265표             | 1위  | 텍사스주 하원의원 당선 |
| 1922년 선거 | 하원의원 (텍사스 제15선거구) | 68대 | 민주당 | 100.00% | 14,319표             | 1위  | 텍사스주 하원의원 당선 |
| 1924년 선거 | 하원의원 (텍사스 제15선거구) | 69대 | 민주당 | 100.00% | 22,776표             | 1위  | 텍사스주 하원의원 당선 |
| 1926년 선거 | 하원의원 (텍사스 제15선거구) | 70대 | 민주당 | 82.75%  | 13,551표             | 1위  | 텍사스주 하원의원 당선 |
| 1928년 선거 | 하원의원 (텍사스 제15선거구) | 71대 | 민주당 | 100.00% | 28,417표             | 1위  | 텍사스주 하원의원 당선 |
| 1930년 선거 | 하원의원 (텍사스 제15선거구) | 72대 | 민주당 | 77.51%  | 20,733표             | 1위  | 텍사스주 하원의원 당선 |
| 1932년 선거 | 하원의원 (텍사스 제15선거구) | 73대 | 민주당 | 88.45%  | 44,300표             | 1위  | 텍사스주 하원의원 당선 |
| 1932년 선거 | 미국의 부통령                | 32대 | 민주당 | 57.42%  | 22,829,501표 (472명) | 1위  | 미국의 부통령 당선     |
| 1936년 선거 | 미국의 부통령                | 32대 | 민주당 | 60.80%  | 27,757,333표 (523명) | 1위  | 미국의 부통령 당선     |